# Локуст Форк (Алабама)
Локуст Форк (енгл. Locust Fork) град је у америчкој савезној држави Алабама. По попису становништва из 2010. у њему је живело 1.186 становника.

## Демографија
Према попису становништва из 2010. у граду је живело 1.186 становника, што је 170 (16,7%) становника више него 2000. године.
| Група             | 2000.         | 2010.         |
| Белци             | 1.005 (98,9%) | 1.141 (96,2%) |
| Афроамериканци    | 0 (0,0%)      | 7 (0,6%)      |
| Азијати           | 0 (0,0%)      | 0 (0,0%)      |
| Хиспаноамериканци | 5 (0,5%)      | 28 (2,4%)     |
| Укупно            | 1.016         | 1.186         |